# 桑德冰川
64°50′S 63°24′W / 64.833°S 63.400°W
桑德冰川（英語：Thunder Glacier）是南極洲的冰川，位於帕默群島的溫克島，處於杜菲夫山脈和瓦爾山脈之間，在1898年由比利時的探險隊發現，在1944年被英國探險隊繪入地圖。